# 1998年美国大使馆爆炸案
1998年美国大使馆爆炸案是指1998年8月7日，美国驻东非坦桑尼亚首都达累斯萨拉姆的大使館和肯尼亚首都奈洛比的大使馆几乎同时遭遇汽车炸弹袭击的事件。这两起共造成224人死亡，超过4,500人受伤的恐怖袭击，被认为由奥萨玛·本·拉登领导的蓋達組織当地成员所为，这也第一次引起了世人对本·拉登和“蓋達”的注意。美国联邦调查局很快便将本·拉登置于十大通缉要犯之列。
与此前发生在美國纽约的1993年世界貿易中心爆炸案和发生在沙特阿拉伯的1996年阔巴尔塔楼袭击，以及之后2000年，发生在也门的美国海军柯尔号爆炸案一样，这次的大使馆爆炸案也是发生在“九一一恐怖袭击”之前的反美恐怖袭击。对于这次袭击，当时正卷入莱温斯基丑闻的美国总统比尔·克林顿以无限延伸行动、逮捕这次炸弹袭击的嫌犯等作為反擊。这些举措被对手小布什认为在一定程度上鼓励了蓋達組織实施九一一恐怖袭击，同时在美国国内也引起了应该对恐怖主义采取军事还是法律行动的争论。

## 袭击和伤亡
放置在两个大使馆附近的汽车炸弹在当地时间上午10:45（GMT+03:00）左右相继爆炸。在内罗毕的美国大使馆由于位于一个繁忙的市中心区域，因而造成了213人死亡，和可能多至4,000人的受伤；在达累斯萨拉姆，由于离市中心较远，此处的爆炸造成了至少12人死亡和85人受伤。
两座大使馆的建筑破坏严重，必须重建。
恐怖分子的目标显然是使馆内的美国人，但是除了几名外交官外，几乎所有的遇难者都是当地的非洲平民。在内罗毕，有32名肯尼亚籍使馆工作人员和12名美国人遇难；在达累斯萨拉姆，8名坦桑尼亚使馆工作人员遇难。其余的遇难者都是访客、过路人或者在附近建筑物中的人。
伊斯兰恐怖组织“蓋達”宣布对两起爆炸案负责

## 各方反应
作为对这次袭击的反应，美国总统比尔·克林顿立即下达了在1998年8月20日对苏丹和阿富汗境内恐怖分子目标进行巡航导弹袭击的命令，并在一次黄金时段的电视讲话中，向公众宣布了代号为“无限延伸”的行动。
爆炸案的调查工作由FBI与肯尼亚和坦桑尼亚当局负责。一份嫌疑人名单被列了出来，并且有数人被控涉嫌参与这次炸弹袭击。
在伊拉克，萨达姆·侯赛因的官方通讯社赞扬本·拉登为“阿拉伯和伊斯兰的英雄”。稍后，克林顿政府的最高反恐官员理查德·克拉克宣称萨达姆在爆炸案后为本·拉登提供了庇护。
在塔利班控制下的阿富汗，一个法庭于1998年11月20日宣判本·拉登在爆炸案中没有犯下罪行。

## 恐怖分子的命运

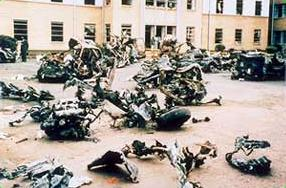
内罗毕使馆内的碎片

在纽约举行的，并于2002年6月结束的一次联邦审判中，默罕默德·拉希德·达乌德·阿尔·奥哈里（Mohamed Rashed Daoud Al-Owhali）、默罕默德·奥德赫（Mohammed Odeh）、瓦迪赫·埃尔·哈吉（Wadih el Hage）和卡尔凡·卡米斯·默罕默德（Khalfan Khamis Mohamed）四人被判在内罗毕爆炸案中有罪，并被判处终身监禁，不得假释。
1999年，英國倫敦警察廳应美方要求在伦敦逮捕了两名埃及公民，易卜拉欣·侯赛因·阿卜代尔·哈迪·艾达罗斯（Ibrahim Hussein Abdel Hadi Eidarous）和阿戴尔·莫罕奈德·阿布杜尔·阿尔马吉德·巴里（Adel Mohanned Abdul Almagid Bari）。原因為在蓋達組織声称对爆炸案负责的信件上，发现了两人的指纹。阿戴尔·阿布杜尔·巴里被引渡到美國判刑25年。易卜拉欣·艾达罗斯在等候引渡的過程中於2008年死於白血病。
其他受到警方监控的嫌犯还包括卡利德·阿尔·法瓦兹。这名沙烏地阿拉伯籍持不同政见者自1994年以来一直居於伦敦。阿尔·法瓦兹被美国指控帮助奥萨马·本·拉丹协调各次袭击，并且被美方要求引渡，他則不斷挑戰引渡。2012年10月他被引渡到美國，2015年被判終生監禁。
阿纳斯·阿尔-利比（Anas Al-Liby）于2002年美军在阿富汗的行动中被捕，而阿赫迈德·卡尔凡·盖拉尼（Ahmed Khalfan Ghailani）则被认为已于2004年在巴基斯坦被捕。阿布德·阿尔-拉希姆·阿尔-纳希里（Abd al-Rahim al-Nashiri），他帮助他作人体炸弹的兄弟取得了一本也门护照，现在已被美国人关押在了一个秘密地点。
默罕默德·阿提夫（Mohammed Atef）在1998年11月4日被指在这次袭击事件中起了指挥的作用，塔利班大使證實他已死于2001年美军入侵阿富汗的轰炸中。
穆斯塔法·穆罕默德·法德西尔的名字於2005年5月從美國聯邦調查局十大通緝要犯的名單上除名。2013年12月，蓋達組織發言人證實了他的死訊。
2006年10月24日，美國官員在進行DNA檢測後確認了穆赫欣·穆萨·阿塔瓦里·阿塔瓦的死訊。
2009年1月1日，谢克·阿赫迈德·萨利姆·斯威丹與法希德·穆罕默德·阿里·穆萨拉姆在巴基斯坦遭美國無人機襲擊死亡。
阿赫迈德·穆罕默德·哈迈德·阿里在2010年在巴基斯坦的一次無人機襲擊中喪生。
法祖尔·阿卜杜拉·穆罕默德在2011年被索馬利亞檢查哨的軍人擊斃。
阿卜杜拉·艾哈邁德·阿卜杜拉的死訊於2021年1月12日被美國國務卿邁克·蓬佩奧證實。
赛义夫·阿尔-阿代尔（Saif al-Adel）则被伊朗政府监禁。
阿伊曼·阿尔-扎瓦希里於2022年7月31日在阿富汗被美軍無人機擊斃。